# ダリア
ダリア（英語: dahlia、学名：Dahlia）は、キク科ダリア属の多年生草本植物の総称。
「ダリア」 (dahlia) の名は、スウェーデンの植物学者でリンネの弟子であったアンデシュ・ダール (Anders Dahl) にちなむ。
和名は、花の形がボタンに似ているため、テンジクボタン（天竺牡丹）と呼ばれた。

## 分布
メキシコからグアテマラの高地が原産。
ヨーロッパでは、1789年にスペインのマドリード王立植物園に導入され、翌1790年に開花したのが始まりである。江戸時代1842年（天保13年）にオランダから長崎に持ち込まれたのが、日本への最初の到来となった。

## 特徴
塊根は非耐寒性であり、サツマイモに似た塊根だが、塊根自体に不定芽を生じる能力はない。そのため、塊根の生じる地下茎の芽を塊根につけて切り離し、増やす(芽のない、または切り落とされた球根は発芽しない)。こうした塊根の性質は同じキク科のヤーコンに似る。

### 花
開花時期は初夏～秋。6月～7月頃の初夏が最盛期であるが、塊根を植える時期と品種によっては秋の開花を望むことも可能である。比較的高温で乾燥した環境で育つ。
18世紀にメキシコからヨーロッパスペインにもたらされ、その後オランダより日本へと渡った。以来、長い間をかけて品種改良が行われ、多種多様な花色・花容の品種が作り出されてきた。
赤色・オレンジ色・黄色・白色・ピンク色・藤色・ボタン色・紫色など、バラやチューリップと並び、最も花色のバラエティーに富んだ植物である。絞りや爪白のもの、コラレット咲きには花弁（大きな舌状花）とカラー（管状花を取り囲む小さな舌状花）の色が違う2色咲きのものがある。英語に blue dahlia という言葉があるが、青色と緑色の花色はない。
アメリカ・ダリア・ソサエティはダリアの花容を16に分類する。
1. フォーマル・ディコラティブ（幅広い花弁の万重咲き）
2. インフォーマル・ディコラティブ（花弁に変化のある万重咲き）
3. ストレート・カクタス（細花弁の万重咲き）
4. インカーブド・カクタス（細花弁が内側に彎曲したもの）
5. セミ・カクタス（ディコラティブとカクタスの中間）
6. ポンポン（管状の花弁が球状に万重咲きになったもので大きさが5cm程度）
7. ミニチュア・ボール（5から9cmほどのポンポン咲き）
8. ボール（9cm以上のポンポン咲き）
9. アネモネ（丁字咲きのキクに似た花）
10. シングル（一重咲き）
11. オーキッド（一重で花弁が細く丸まったもの）
12. コラレット（花弁のもとに副花弁があるもの）
13. ピオニー（半八重咲き）
14. ウォーターリリー（スイレンに似た花）
15. フリルド（花弁の先がレース状になったもの）
16. ノベルティダリア（それ以外のもの）

## 栽培
花卉として栽培される。原産地がメキシコの高原なので、暑さに弱く、日本では東北地方・北海道や高冷地のほうが、色鮮やかなよい花が咲く。

### 塊根栽培
塊根を春に植えて育てる。塊根は乾燥防止のためにラッカーが塗られているものがあるが、そのまま植えて良い。塊根は「いも」の先に茎の一部がついていて、茎に芽があるので、その部分を上にして植え付け、10cmくらい土がかぶるように植え付ける。茎が弱く、倒れやすいので、植え付けの時には必ず支柱を立ててやる。株間は、中輪の切り花用やポンポン咲きなどで30cm、大輪種では50cm以上必要である。

### 実生栽培
すべて実生で栽培でき、まいた年に花が咲く。矮性の一重または半八重の品種は、日本国内でもタネが売られている。イギリスやドイツなどでは、大輪のデコラティヴ咲きやカクタス咲きのタネも売られているが、花色が美しく、重ねの厚いものはなかなか出てこない。ソメイヨシノが散り果てた頃にタネをまき、5mmほど覆土すると1週間くらいで発芽する。一度ポットなどに上げ、矮性種は15cmくらいの間隔に定植するか、6寸鉢に3本植える。あとは塊根のものと同じように育てる。　

## 利用
ダリアは、かつては有毒とされたがこれは誤りである。ただし、キクイモと同様に塊根には多糖類イヌリンが含まれ、慣れない人が大量に食べると腸内の発酵で生じたガスにより、腹部膨満を来たすおそれはある。原産地メキシコでは、食用ダリアも栽培されており、日本でも、近年では塊根を食用とする試みもなされ、金平などにしてレンコンなどに似た食感を味わうことができる。また、他の食用菊と同様、花や葉をサラダや酢の物などの飾りとして食することもできる。花をまるごと揚げたダリアの天ぷらやダリアのソフトクリームも販売されている。

## その他
メキシコでは国花。
ナポレオン・ボナパルトの妃ジョセフィーヌは、マルメゾン宮殿の庭にダリアを植え、自分の花と宣言した。そして国外へ持ち出すことを禁じた。
ところがポーランドの貴族が庭師を買収し、この花の球根を手に入れた。やがてポーランドにもダリアが咲き誇った。このことを知ったジョセフィーヌは激怒し、ダリアの栽培を一切やめてしまったというエピソードがある。
日本においては、北海道雨竜町、山形県川西町、福島県塙町、兵庫県上郡町、兵庫県宝塚市の市及び町の花として指定されている。川西町内には4haの敷地に650種100,000本のダリアが咲く川西ダリヤ園がある。塙町町内には21カ所のミニダリア園があり、町内の湯遊ランド「はなわのダリア園」では、7,000m2の敷地に300種類5千株のダリアが栽培されている。宝塚市では、北部・上佐曽利（かみさそり）地区で90年以上に渡ってダリアの球根が栽培されており、全国有数の生産地域となっている。宝塚市のダリア園では、約300種10万本のダリアの花を鑑賞することができる。
百貨店のそごうは、ダリアを象徴として採用していた。館内のガラス扉、エレベーター扉などにダリアが描かれていた。会員制積み立てサービスの名称も「ダリア友の会」であったが、2019年8月26日に廃業となった。

## 日本の主な産地
- 秋田県秋田市
- 長野県下伊那郡
- 山形県東置賜郡川西町
- 奈良県宇陀市
- 兵庫県宝塚市上佐曽利

## 種
- ヒグルマダリア Dahlia coccinea
- Dahlia cultivars
- キダチダリア Dahlia imperialis
- Dahlia merckii
- Dahlia gardens
- Dahlia pinnata
- Dahlia sherffii

## ギャラリー

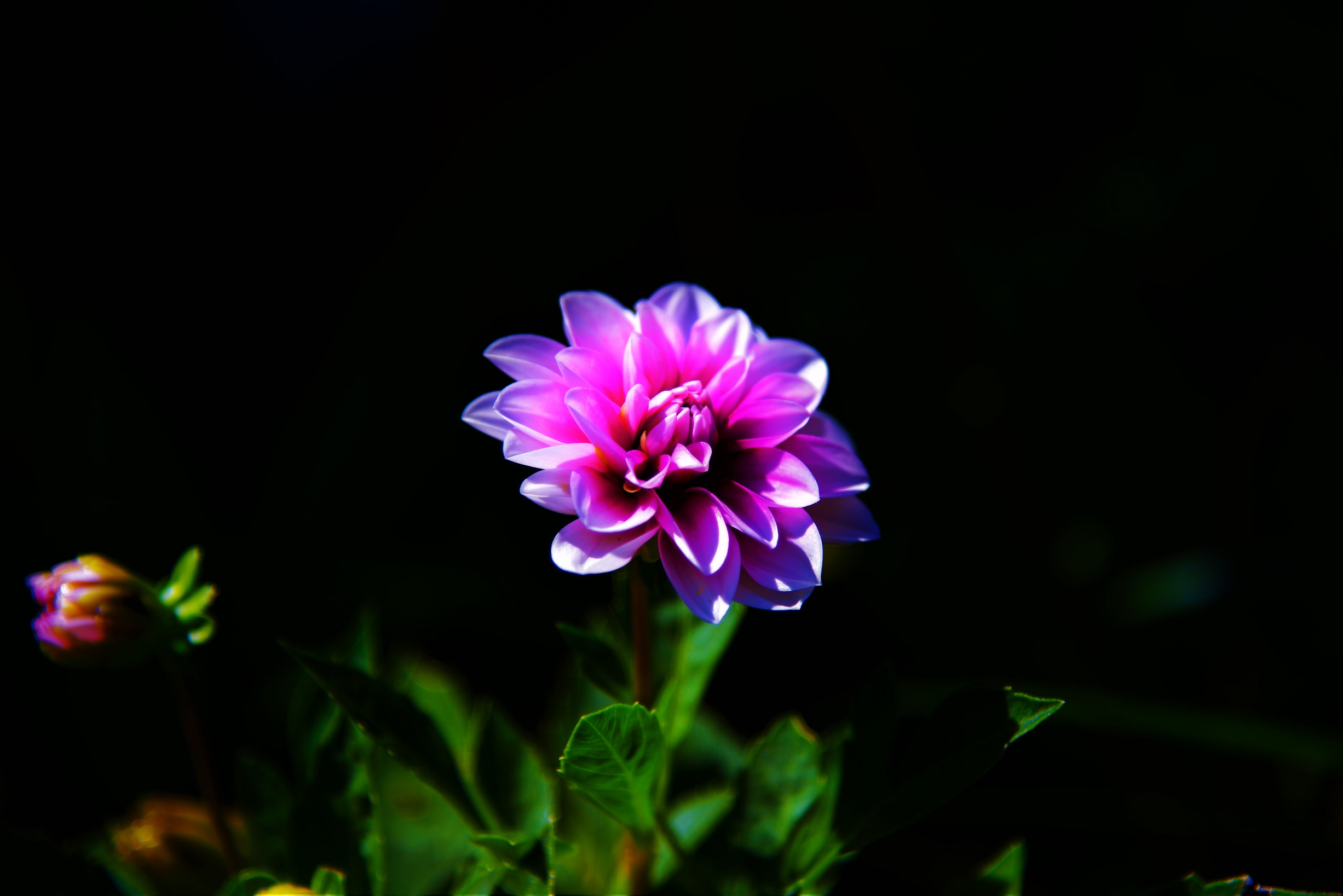
鮮やかに染まるダリア

- Dahlia 'Moonfire'
- Dahlia 'Bishop of Llandaff'
- 皇帝ダリア Dahlia imperialis
- "Tengrove Millenium"
- "Horst Athalie"
- "Kenora Challenger"
- "Mary's Jomanda"
- "Mish Mash"
- Woodland Merinda Dahlia